# Alcaria (Fundão)
Alcaria ist eine Gemeinde (Freguesia) im portugiesischen Kreis Fundão. In ihr leben 1101 Einwohner (Stand 19. April 2021).